# Drottning Viktorias Diamantjubileum

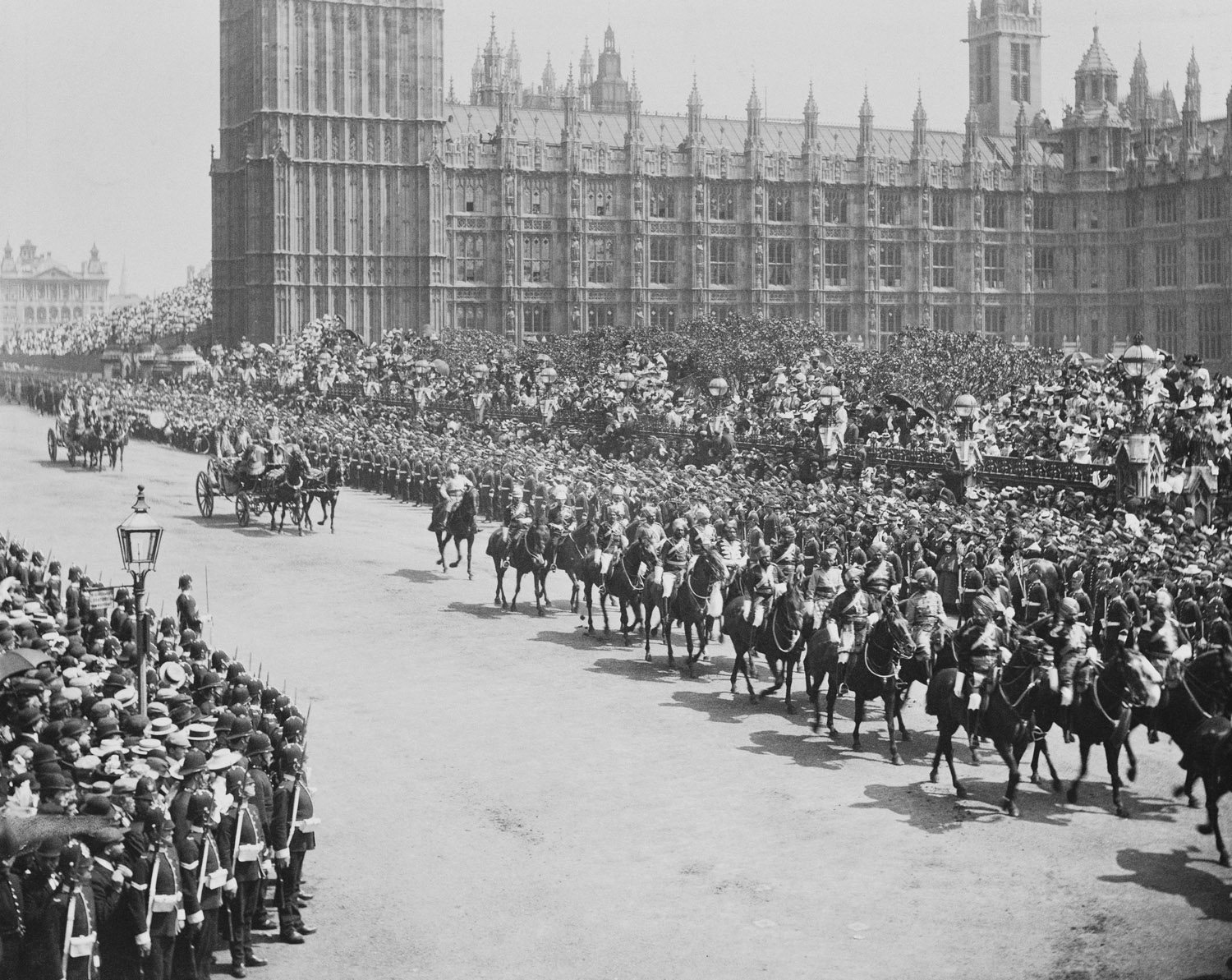
utanför Houses of Parliament, 22 juni 1897

Drottning Viktorias Diamantjubileum hölls 22 juni 1897, och firade att drottning Viktoria av Storbritannien hade suttit på tronen i sextio år sedan sitt trontillträde 20 juni 1837. Det föregicks av Drottning Viktorias Guldjubileum.